# هنري جاجلوم
هنري جاجلوم (بالإنجليزية: Henry Jaglom)‏ هو كاتب سيناريو ومنتج أفلام ومخرج وممثل أمريكي وبريطاني، ولد في 26 يناير 1938 بلندن في المملكة المتحدة.

## وصلات خارجية
- هنري جاجلوم على موقع IMDb (الإنجليزية)
- هنري جاجلوم على موقع ألو سيني (الفرنسية)
- هنري جاجلوم على موقع تيرنر كلاسيك موفيز (الإنجليزية)
- هنري جاجلوم على موقع أول موفي (الإنجليزية)
- هنري جاجلوم على موقع قاعدة بيانات الأفلام السويدية (السويدية)
- هنري جاجلوم على موقع إن إن دي بي (الإنجليزية)
- هنري جاجلوم على موقع قاعدة بيانات الفيلم (الإنجليزية)
- هنري جاجلوم على موقع كينوبويسك (الروسية)